# Best Friends – Zu jeder Zeit
Best Friends – Zu jeder Zeit (Originaltitel: Best Friends Whenever) ist eine US-amerikanische Jugend-Sitcom von Jed Elinoff und Scott Thomas. Die Serie der Walt Disney Company erzählt vom Alltag der beiden Freundinnen Cyd und Shelby, die durch ein missglücktes Experiment die Fähigkeit erhalten, durch die Zeit zu reisen. Die erste Episode wurde am 26. Juni 2015 im Anschluss an die Premiere des Disney Channel Original Movie Teen Beach 2 von dem US-amerikanischen Fernsehsender Disney Channel ausgestrahlt. Die Premiere der Serie fand auf dem deutschen Ableger am 11. Juli 2016 statt.
Ende Februar 2016 verlängerte der Disney Channel die Serie um eine zweite Staffel, die ab Juli 2016 ausgestrahlt wurde. Am 26. Februar 2017 bestätigten Landry Bender und andere Darsteller, dass die Serie nach der zweiten Staffel beendet ist. Das Serienfinale lief in den USA am 11. Dezember 2016.

## Handlung
Durch Zufall erhalten die beiden besten Freundinnen Shelby und Cyd im Hobby-Labor ihres Schulfreundes Barry, die Gabe beliebig durch die Zeit zu reisen. Nun versuchen beiden in der Vergangenheit begangene Fehler zu korrigieren, und die Ereignisse in der Zukunft zu verstehen. Doch ein Haken besteht beim Zeitreisen, den beide können nur zusammen durch die Zeit springen, was ihre Freundschaft immer wieder auf die Probe stellt.

## Figuren

### Hauptfiguren
- Cyd Ripley zieht bei ihrer besten Freundin Shelby ein, da ihre Eltern beruflich in Peru sind. Seit einem missglückten Experiment bei Barry ist es ihr möglich, gemeinsam mit Shelby durch die Zeit zu reisen. Dazu müssen sich die beiden berühren und an einen gewissen Zeitpunkt denken.
- Shelby Marcus ist die beste Freundin von Cyd, die mit ihr zeitreisen kann. Sie freute sich anfangs sehr, als Cyd kam, ist aber auch von manchen ihrer Angewohnheiten genervt.
- Barry Eisenberg ist ein Mitschüler von Cyd und Shelby. Er betreibt ein Labor in einem Wohnwagen, in dem die beiden zu Zeitreisenden geworden sind und versucht, diesen Vorgang nachzuvollziehen.
- Naldo Montoya ist der beste Freund  von Barry. Er wird von Barry allerdings immer „Renaldo“ genannt.
- Bret Marcus und Chet Marcus sind eineiige Zwillinge und die kleinen Brüder von Shelby. Sie versuchen, beispielsweise durch Zaubertricks, andere zu beeindrucken. Dies geht jedoch meistens schief.

### Nebenfiguren
- Marci ist eine Freundin von Cyd und Shelby. Sie wird als typischer Nerd dargestellt.
- Norm Marcus und Astrid Marcus sind die Eltern von Shelby.
- The Rob ist in der Schule Shelbys Laborpartner.
- Mr. Doyle ist Lehrer in Naturwissenschaften von Cyd und Shelby, der Klatsch und Tratsch liebt
- Daisy ist eine Prinzessin, die eine Zeitreise aus dem 16. Jahrhundert in die Gegenwart gemacht hat.

## Besetzung und Synchronisation
Die deutsche Synchronisation entstand unter dem Dialogbuch sowie der Dialogregie von Karin Lehmann und Marie-Luise Schramm durch die Synchronfirma SDI Media Germany GmbH in Berlin.

### Hauptdarsteller
| Rollenname      | Schauspieler/in     | Staffel | Synchronsprecher/in                                            |
| --------------- | ------------------- | ------- | -------------------------------------------------------------- |
| Cyd Ripley      | Landry Bender       | 1–2     | Marie Hinze                                                    |
| Shelby Marcus   | Lauren Taylor       | 1–2     | Inken Baxmeier                                                 |
| Barry Eisenberg | Gus Kamp            | 1–2     | Sebastian Kluckert                                             |
| Naldo Montoya   | Ricky Garcia        | 1–2     | Tim Kreuer                                                     |
| Bret Marcus     | Benjamin Cole Royer | 1–2     | Gerome Quantmeyer (Staffel 1) Rafael Ricardo Sahin (Staffel 2) |
| Chet Marcus     | Matthew Lewis Royer | 1–2     | Gerome Quantmeyer (Staffel 1) Rafael Ricardo Sahin (Staffel 2) |

### Nebendarsteller
| Rollenname   | Schauspieler/in    | Staffel | Synchronsprecher/in |
| ------------ | ------------------ | ------- | ------------------- |
| Astrid       | Mary Passeri       | 1–2     | Sabine Arnhold      |
| Norm         | Kevin Symons       | 1–2     | Bernhard Völger     |
| Marci        | Madison Hu         | 1       | Sarah Tkotsch       |
| Ms. Nesbit   | Jocelyn Ayanna     | 1       | Anke Reitzenstein   |
| Mr. Doyle    | Larry Joe Campbell | 1–2     | Tobias Lelle        |
| Janet Smythe | Nora Dunn          | 1       | Ulrike Stürzbecher  |
| Daisy        | Bryana Salaz       | 2       | Alice Bauer         |

## Hintergrund
Die Idee zu Best Friends Wenever hatten Jed Elinoff and Scott Thomas, die auch die Serie Randy Cunningham: Der Ninja aus der 9. Klasse entwickelt hatten. Im Januar 2015 gab es die ersten Castingaufrufe. Am 6. März 2015 wurde die Serie bestellt, die Produktion begann noch im selben Monat. Am 26. Juni 2015 hatte die Serie im Anschluss an den Disney Channel Original Movie Teen Beach 2 Premiere. Die erste Folge sahen 3,5 Millionen Zuschauer.
Die neunte Folge, Zeit für Halloweengespenster, ist ein Crossover mit der Serie Das Leben und Riley, in dem Rowan Blanchard und Peyton Meyer in ihren Rollen als Riley beziehungsweise Lucas auftreten.

## Ausstrahlung
USA
Die Erstausstrahlung der ersten Staffel erfolgte vom 26. Juni 2015 bis zum 22. Mai 2016 sowie die der zweiten Staffel vom 25. Juli 2016 bis zum 11. Dezember 2016 zum auf dem US-amerikanischen Disney Channel.
Deutschland
Die deutschsprachige Erstausstrahlung der ersten Staffel erfolgte vom 11. Juli 2016 bis zum 3. August 2016 auf dem Disney Channel. Die komplette zweite Staffel wurde am 24. März 2020 auf Disney+ veröffentlicht.

## Episodenliste

### Staffel 1
| Nr. (ges.) | Nr. (St.) | Deutscher Titel                    | Originaltitel                   | Erstausstrahlung USA | Deutschsprachige Erstausstrahlung (D/A) | Regie                          | Drehbuch                                 |
| ---------- | --------- | ---------------------------------- | ------------------------------- | -------------------- | --------------------------------------- | ------------------------------ | ---------------------------------------- |
| 1          | 1         | Zeit, zu reisen                    | A Time to Travel                | 26. Juni 2015        | 11. Juli 2016                           | Shelley Jensen                 | Jed Elinoff & Scott Thomas               |
| 2          | 2         | Zeit zum Schummeln                 | A Time to Cheat                 | 12. Juli 2015        | 12. Juli 2016                           | Shelley Jensen                 | Jed Elinoff & Scott Thomas               |
| 3          | 3         | Zeit für Dankbarkeit               | A Time to Say Thank You         | 19. Juli 2015        | 13. Juli 2016                           | Shelley Jensen                 | Michael B. Kaplan                        |
| 4          | 4         | Zeit die Reise zu verhindern       | A Time to Jump and Jam          | 26. Juli 2015        | 14. Juli 2016                           | Shelley Jensen                 | Debby Wolfe                              |
| 5          | 5         | Zeit, etwas herauszufinden         | A Time to Rob and Slam          | 9. Aug. 2015         | 15. Juli 2016                           | Shelley Jensen                 | Jim Hope                                 |
| 6          | 6         | Zeit für den Karamelleffekt        | The Butterscotch Effect         | 16. Aug. 2015        | 18. Juli 2016                           | Shelley Jensen                 | Steve Jarczak & Shawn Thomas             |
| 7          | 7         | Zeit für Flower Power              | Shake Your Booty                | 23. Aug. 2015        | 19. Juli 2016                           | Victor Gonzalez                | Jed Elinoff & Scott Thomas               |
| 8          | 8         | Zeit für das Zukunftslabor         | Back to the Future Lab          | 20. Sep. 2015        | 20. Juli 2016                           | Shelley Jensen                 | Michael B. Kaplan                        |
| 9          | 9         | Zeit für Halloweengespenster       | Cyd and Shelby’s Haunted Escape | 4. Okt. 2015         | 21. Juli 2016                           | Victor Gonzalez                | Jim Martin                               |
| 10         | 10        | Zeit für den Kindergarten          | When Shelby Met Cyd             | 25. Okt. 2015        | 22. Juli 2016                           | Victor Gonzales                | Jim Hope                                 |
| 11         | 11        | Zeit, zurückzuschlagen (1)         | Cyd and Shelby Strike Back (1)  | 27. Nov. 2015        | 25. Juli 2016                           | Shannon Flynn & Shelley Jensen | Steve Jarczak, Shawn Thomas & Jim Martin |
| 12         | 12        | Zeit, zurückzuschlagen (2)         | Cyd and Shelby Strike Back (2)  | 27. Nov. 2015        | 26. Juli 2016                           | Shannon Flynn & Shelley Jensen | Steve Jarczak, Shawn Thomas & Jim Martin |
| 13         | 13        | Zeit für weihnachtliche Neugier    | The Girls of Christmas Past     | 6. Dez. 2015         | 21. Juli 2018                           | David Kendall                  | Kevin Engelking & Sarah Jeanne Terry     |
| 14         | 14        | Zeit für ein Doppel-Date           | A Time to Double Date           | 21. Feb. 2016        | 27. Juli 2016                           | Robbie Countryman              | Debby Wolfe                              |
| 15         | 15        | Zeit für die 50er-Jahre            | Jump to the ’50s                | 20. März 2016        | 28. Juli 2016                           | Shelley Jensen                 | Loni Steele Sosthand                     |
| 16         | 16        | Zeit, Diesel zurückzuholen         | Diesel Gets Lost in Time        | 17. Apr. 2016        | 29. Juli 2016                           | Shelley Jensen                 | Jim Hope                                 |
| 17         | 17        | Zeit, die Zukunft zu bekämpfen (1) | Fight the Future: Part 1        | 8. Mai 2016          | 1. Aug. 2016                            | Shannon Flynn                  | Steve Jarczak & Shawn Thomas             |
| 18         | 18        | Zeit, die Zukunft zu bekämpfen (2) | Fight the Future: Part 2        | 15. Mai 2016         | 2. Aug. 2016                            | Jon Rosenbaum                  | Michael B. Kaplan                        |
| 19         | 19        | Zeit, die Zukunft zu bekämpfen (3) | Fight the Future: Part 3        | 22. Mai 2016         | 3. Aug. 2016                            | Jon Rosenbaum                  | Jed Elinoff & Scott Thomas               |

### Staffel 2
| Nr. (ges.) | Nr. (St.) | Deutscher Titel                                 | Originaltitel            | Erstausstrahlung USA | Deutschsprachige Erstausstrahlung (D) | Regie           | Drehbuch                       |
| ---------- | --------- | ----------------------------------------------- | ------------------------ | -------------------- | ------------------------------------- | --------------- | ------------------------------ |
| 20         | 1         | Zeit für Prinzessinnenprobleme                  | Princess Problems        | 25. Juli 2016        | 24. März 2020                         | Bob Koherr      | Jed Elinoff & Scott Thomas     |
| 21         | 2         | Zeit für den schlimmsten Abend aller Zeiten     | Worst Night Whenever     | 26. Juli 2016        | 24. März 2020                         | Bob Koherr      | Jennifer Glickman              |
| 22         | 3         | Zeit für einen Super Mädels-Tag                 | Epic Girl’s Day          | 27. Juli 2016        | 24. März 2020                         | Victor Gonzalez | Erin Dunlap                    |
| 23         | 4         | Zeit zu programmieren                           | Girl Code                | 28. Juli 2016        | 24. März 2020                         | Bob Koherr      | Jim Martin                     |
| 24         | 5         | Zeit für Geheimnisse                            | Derby Little Secret      | 29. Juli 2016        | 24. März 2020                         | Victor Gonzalez | Rick Williams & Jenna McGrath  |
| 25         | 6         | Zeit für Werwölfe                               | Night of the Were-Diesel | 2. Okt. 2016         | 24. März 2020                         | Jon Rosenbaum   | Rick Williams & Jenna McGrath  |
| 26         | 7         | Zeit für Cyds Ding                              | The Friendship Code      | 3. Okt. 2016         | 24. März 2020                         | Shannon Flynn   | Jennifer Glickman              |
| 27         | 8         | Zeit für Lügenspiele                            | The Lying Game           | 4. Okt. 2016         | 24. März 2020                         | Victor Gonzalez | Molly Haldeman & Camilla Rubis |
| 28         | 9         | Zeit für einen Job                              | Working Nine to Fudge    | 5. Okt. 2016         | 24. März 2020                         | Shelley Jensen  | Rick Williams & Jenna McGrath  |
| 29         | 10        | Zeit für einen Widerruf                         | It’s Not Ye, It’s Me     | 6. Okt. 2016         | 24. März 2020                         | Shannon Flynn   | Jim Martin                     |
| 30         | 11        | Zeit für einen Weihnachtsfluch                  | The Christmas Curse      | 4. Dez. 2016         | 24. März 2020                         | Shelley Jensen  | Erin Dunlap                    |
| 31         | 12        | Zeit, in der Vergangenheit aufzuräumen – Teil 1 | Revenge of the Past (1)  | 11. Dez. 2016        | 24. März 2020                         | Jon Rosenbaum   | Jed Elinoff & Scott Thomas     |
| 32         | 13        | Zeit, in der Vergangenheit aufzuräumen – Teil 2 | Revenge of the Past (2)  | 11. Dez. 2016        | 24. März 2020                         | Jon Rosenbaum   | Jed Elinoff & Scott Thomas     |

## Rezeption
Brian Lowry von Variety meinte, die Serie sei eine gewöhnliche Comedy vom Disney Channel. Seiner Meinung hängt der Erfolg der Serie hauptsächlich an den beiden Hauptfiguren Cyd und Shelby, die beste Freunde sind aber doch eine recht unterschiedliche Persönlichkeit haben.